# Wattieza
La wattieza (gen. Wattieza) è una pianta estinta, vissuta nel Devoniano medio (circa 385 milioni di anni fa). I suoi resti fossili sono stati ritrovati in Europa, Nordamerica e Sudamerica. Si ritiene che le più antiche foreste fossero costituite da piante appartenenti a questo genere.

## Descrizione
Questa pianta è considerata uno dei più antichi alberi apparsi sulla terra. L'aspetto della wattieza doveva essere quello di una gigantesca palma alta circa dieci metri, dalle fronde simili a quelle delle felci. Il tronco era slanciato e portava grandi rami in file longitudinali. I rami, probabilmente, erano separati dal tronco come moduli simili a fronde. La parte bassa del tronco mostra formazioni carboniose e un fondo piatto con molte radici per ancorarsi.

## Scoperta dei fossili
Nel 1870, a Gilboa, nello stato di New York, durante una riparazione di una strada danneggiata da un'alluvione vennero alla luce centinaia di fossili di ceppaie di alberi risalenti al Devoniano medio. Questo ritrovamento, noto come "i tronchi di Gilboa", non permise di capire che aspetto avessero gli antichi alberi, e i fossili vennero classificati come Eospermatopteris. Il mistero venne risolto soltanto nel 2007, in seguito a ulteriori ritrovamenti effettuati pochi anni prima nella Contea di Schoharie (New York): i nuovi fossili mostravano chiaramente ceppaie identiche a quelle di Gilboa non lontano da fusti lunghi e ciuffi di fronde, già da tempo noti attraverso frammenti fossili conosciuti come Wattieza e ritrovati in Europa (Wattieza givetiana) e Sudamerica (Wattieza casasii).

## Significato dei fossili
L'evoluzione degli alberi di grande taglia e la loro crescita insieme in foreste cambiò notevolmente gli ecosistemi di terraferma. I più antichi alberi sono spesso ritenuti gli esemplari di Archaeopteris (Progymnospermophyta) risalenti alla fine del Devoniano. Le ceppaie di Gilboa erano ritenute una curiosità, troppo enigmatiche per poter stabilire con certezza la presenza di alberi di considerevole altezza. Le nuove scoperte hanno permesso di dimostrare che già nel Devoniano medio, circa 20 milioni di anni prima di quanto si pensasse, erano presenti veri e propri alberi. Questi esemplari permettono un nuovo sguardo sui primi ecosistemi terrestri: la morfologia delle fronde simili a felci arboree è il più antico esempio di un piano corporeo ricorrente nell'evoluzione delle piante vascolari.

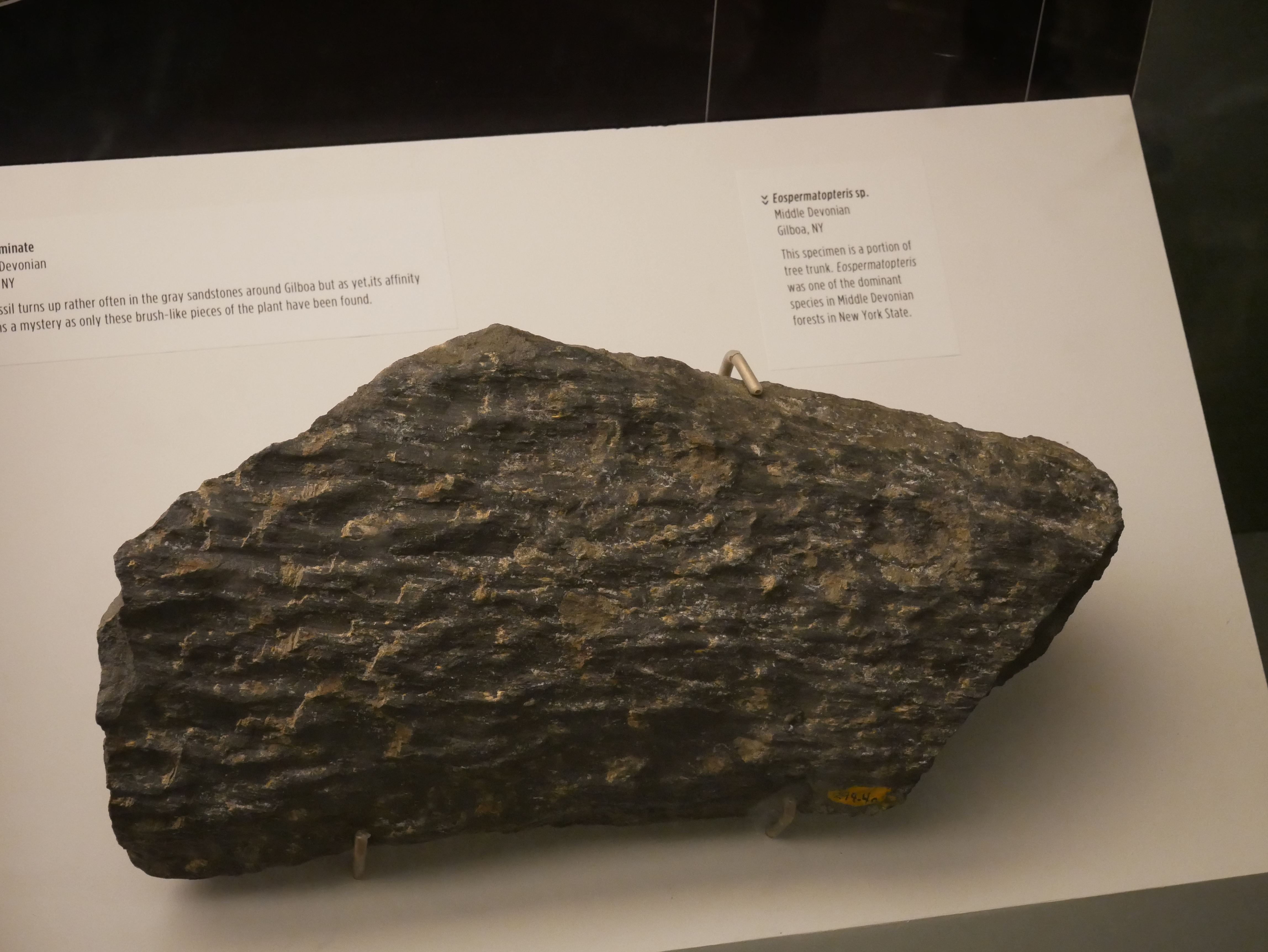
Tronco di Wattieza

## Ecosistema
La wattieza era sprovvista di vere e proprie foglie e si riproduceva per spore; probabilmente formò le più antiche foreste della Terra e contribuì a cambiare il clima del pianeta, assorbendo anidride carbonica e favorendo la diffusione degli animali terrestri. Queste piante, inoltre, producevano numerosi detriti a causa della loro costruzione a moduli, ed è probabile che sul terreno si accumulasse una gran quantità di carbone con conseguente sviluppo di una fauna di artropodi.